# Projekt 254
Projekt 254 war eine Klasse von großen Minenräumschiffen der Sowjetischen Marine, die kurz nach dem Zweiten Weltkrieg für Hochseeeinsätze entwickelt und von der mehr als 180 Schiffe im Kalten Krieg in verschiedenen Ausführungen gebaut wurden.

## Beschreibung
In den ersten zwanzig Jahren nach dem Weltkrieg war die Minenräumflotte hauptsächlich mit dem Beseitigen von Überbleibseln des Krieges beschäftigt und plante 1945 für die nächsten 10 Jahre den Bau von bis zu 400 Schiffen der Klassen Projekt 254 und Projekt 264. Projekt 254 sollte dabei als hochseefähiges Minenabwehrfahrzeug und Vorpostenboot eingesetzt werden. Die Schiffe wurden für die Massenproduktion ausgelegt, und Vorkehrungen zur Geräuschreduktion, wie man sie bei späteren Minensuchern findet, wurden bei Projekt 254 nicht vorgenommen. Die Schiffe hatten einen Stahlrumpf, zur Verringerung des eigenen Magnetfeldes war eine Eigenschutzanlage vorgesehen.
Die Bewaffnung von Projekt 254 bestand aus zwei offenen V-11-Türmen mit je zwei 37-mm-L/67-Maschinenkanonen. Weiter waren vier Zwillingsmaschinengewehre 12,7-mm-L/79-2M-1 vorgesehen und jedes Schiff konnte Wasserbomben und Seeminen zum Einsatz bringen.

### Varianten
- Projekt 254 ab 1947/1948. Einige Schiffe wurden später zu Radarvorpostenbooten modernisiert. Ab 1955 Projekt 256 und Projekt 256M Lin Radar, ab 1957 Projekt 258 mit Sensoren MR-200 oder MR-500, ESM System und Lin Radar.[3]
- Projekt 254K, ab 1952 gebaut: Lin und Rym-K Radargeräte und Tamir-10 Sonar, 9DM Diesel. Anbau für zwei 12,7-mm-L/79 Zwillingsmaschinengewehre vor der Brücke.
- Projekt 254M, ab 1955 gebaut: wie 254K aber mit Tamir-11 Sonar und 30 Tonnen mehr Wasserverdrängung
- Projekt 254MA, ab 1957 gebaut: wie 254M aber als Küstenwachboote ohne Minenräumgeschirr
- Projekt 254A, ab 1957 gebaut: Abschirmung gegen ABC-Waffen durch ein Überdrucksystem im Rumpf und zwei geschlossene 45-mm-L/89 SM-21 Türme als Ersatz für die offenen 37-mm-L/67 V-11 Türme.
- Projekt 254V – zwei Schiffe als Erprobungsträger für Radarvorpostenboote mit verbessertem Radarsystem

## Verbleib
183 Schiffe des Projektes 254 wurden gebaut und von der Sowjetunion oder befreundeten Staaten genutzt. Die größte Flotte von Projekt 254 Schiffen außerhalb der Sowjetunion wurde von Polen betrieben, wo 12 Projekt 254K Schiffe im Einsatz waren. Alle Schiffe wurden mittlerweile ausgemustert, vier wurden in verschiedenen Konflikten versenkt:
- Ein ägyptisches Projekt-254-Schiff wurde während des Abnutzungskrieges im Februar 1970 von israelischen Kampfflugzeugen im Roten Meer versenkt.[4]
- Eines von zwei syrischen Schiffen wurde zu Beginn des Jom-Kippur-Krieges 1973 von israelischen Schiffen mit Lenkraketen versenkt.[4]
- Beide Schiffe, die der Irak erhalten hatte, wurden im Zweiten Golfkrieg im Januar 1991 von Luftstreitkräften der Koalitionstruppen zerstört.[4]